# 中山たかし
中山 たかし（なかやま たかし）は、長野県を中心に広く活動する演歌歌手。
レコード会社は徳間ジャパンコミュニケーションズ。

## 経歴等
平成3年、NTTテレコムエンジニアリング信越より「親父の御柱」をリリース。
平成15年、NPO法人日本大衆音楽協会「歌唱健康指導師」「歌唱講師」を取得。
平成22年2月3日、徳間ジャパンコミュニケーションズから「高遠さくら悲恋」でプロデビュー。
平成24年、「蓼科の風」が蓼科観光協会
推薦曲になる。
平成24年2月22日、「生きてこの道」「蓼科の風」をリリース。
平成25年10月、一般財団法人日本歌手協会合格、会員に登録される。
関西放送制作演歌百選、SBCラジオ等に出演、今後の活動も期待される。
平成27年11月20日、「諏訪御柱」をリリース。

## 歌手・芸能人としての特徴

### 楽曲
演歌だけにとどまることなく、様々なジャンルを歌いこなす。